# Litieraturnaja gazieta
„Litieraturnaja gazieta”, w skrócie „Litgazieta” (ros. Литературная газета, dosłownie ‘gazeta literacka’) – radziecki i rosyjski tygodnik o tematyce literackiej i społeczno-politycznej.

## Historia
Logo czasopisma zawiera wizerunek profilu Aleksandra Puszkina i Maksyma Gorkiego. Oficjalnie rodowód czasopismo wywodzi z „Litieraturnoj Gaziety” Puszkina, choć ani faktycznie, ani prawnie takiego związku nie ma.
W okresie ZSRR „Litgazieta” utrzymywała biura korespondentów za granicą - w Londynie, Nowym Jorku, Paryżu i Tokio, w których pod przykrywką personelu dziennikarskiego pracowali funkcjonariusze radzieckiego wywiadu zagranicznego KGB.

## Siedziba
mieści się w domu z 1820 przy ul. Bolszaja Nikitinskaja 50-А/5/1 (ул. Большая Никитская).